# Slatina nad Bebravou
Slatina nad Bebravou es un municipio del distrito de Bánovce nad Bebravou, en la región de Trenčín, Eslovaquia. Tiene una población estimada, a fines del año 2020, de 444 habitantes. 
Se encuentra ubicado en el centro-sur de la región, cerca del río Bebrava (cuenca hidrográfica del río Danubio) y de la frontera con la región de Nitra.

## Demografía
| Año        | 1994 | 2004    | 2014     | 2024    |
| ---------- | ---- | ------- | -------- | ------- |
| Población  | 526  | 505     | 435      | 456     |
| Diferencia |      | −3,99 % | −13,86 % | +4,82 % |

| Año        | 2023 | 2024    |
| ---------- | ---- | ------- |
| Población  | 452  | 456     |
| Diferencia |      | +0,88 % |